# تاراسک

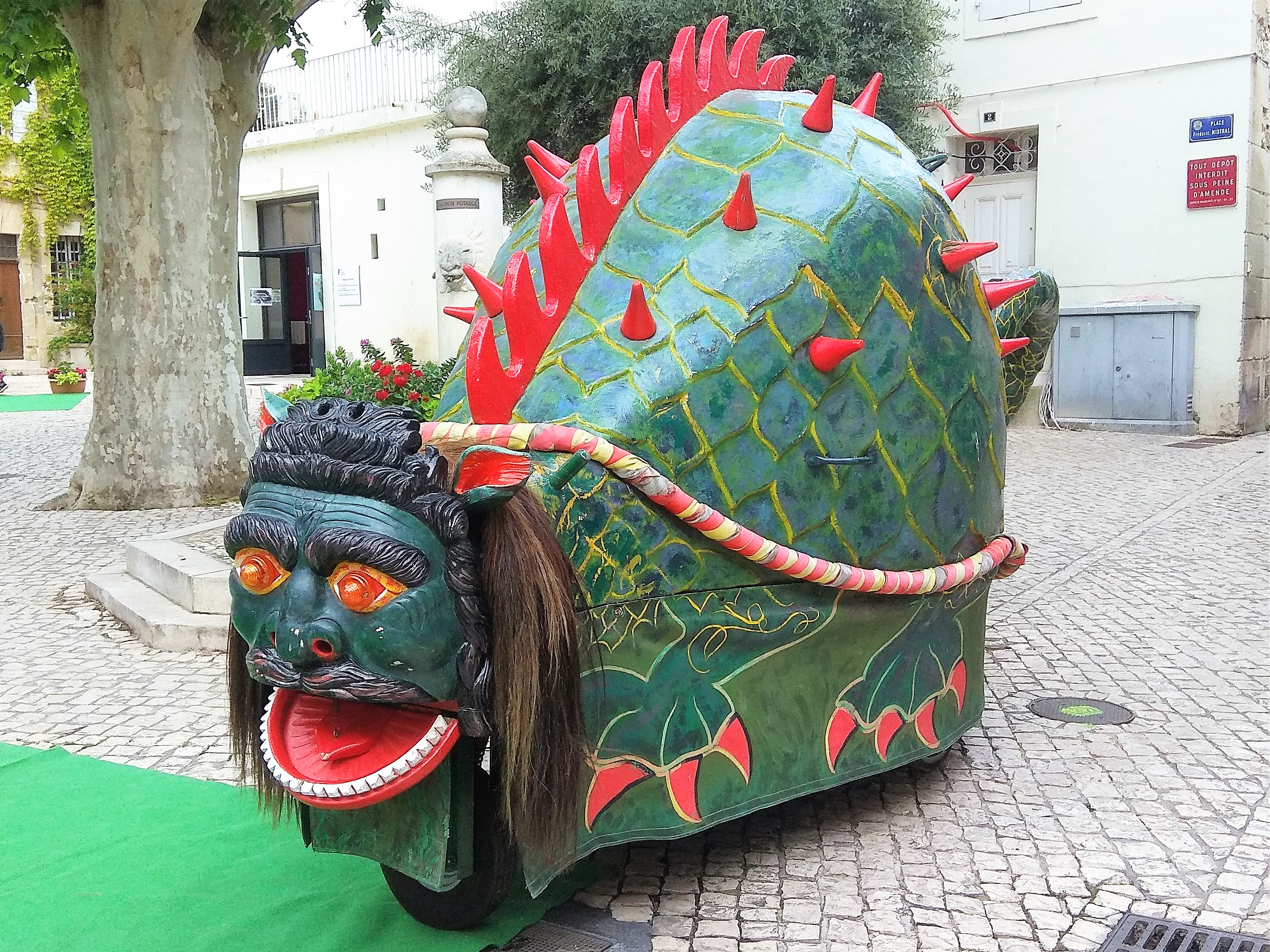
تاراسک از جنس فایبرگلاس در تاراسکون

تاراسک یک موجود اساطیری فرانسوی است. طبق افسانه طلایی، این جانور دارای سر شیر مانند، بدنی محافظت شده به واسطه لاکی، لاک‌پشت‌مانند، شش پا با چنگال‌های خرس مانند و دم مار بود که می‌توانست نفس سمی بیرون دهد.